# Arocha
Arocha là một chi nhện trong họ Mimetidae.